# Гелме (волость)
Ге́лме (ест. Helme vald) — з 11 липня 1991 до адміністративної реформи 2017 року волость в Естонії, одиниця самоврядування в повіті Валґамаа.

## Географічні дані
Площа волості — 313 км2, чисельність населення на 1 січня 2017 року становила 1957 осіб.

## Населені пункти
Адміністративний центр самоврядування розміщувався в місті Тирва, що не входило до складу волості.
На території волості розташовувалися селище Гелме (Helme alevik) і 14 сіл (küla):
Ала (Ala), Голдре (Holdre), Йиґевесте (Jõgeveste), Калме (Kalme), Кар'ятнурме (Karjatnurme), Кірікукюла (Kirikuküla), Кооркюла (Koorküla), Кягу (Kähu), Лінна (Linna), Мєлдре (Möldre), Паткюла (Patküla), Пілпа (Pilpa), Рообе (Roobe), Тааґепера (Taagepera).

## Історія
11 липня 1991 року Гелмеська сільська рада була перетворена у волость зі статусом самоврядування.

## Галерея

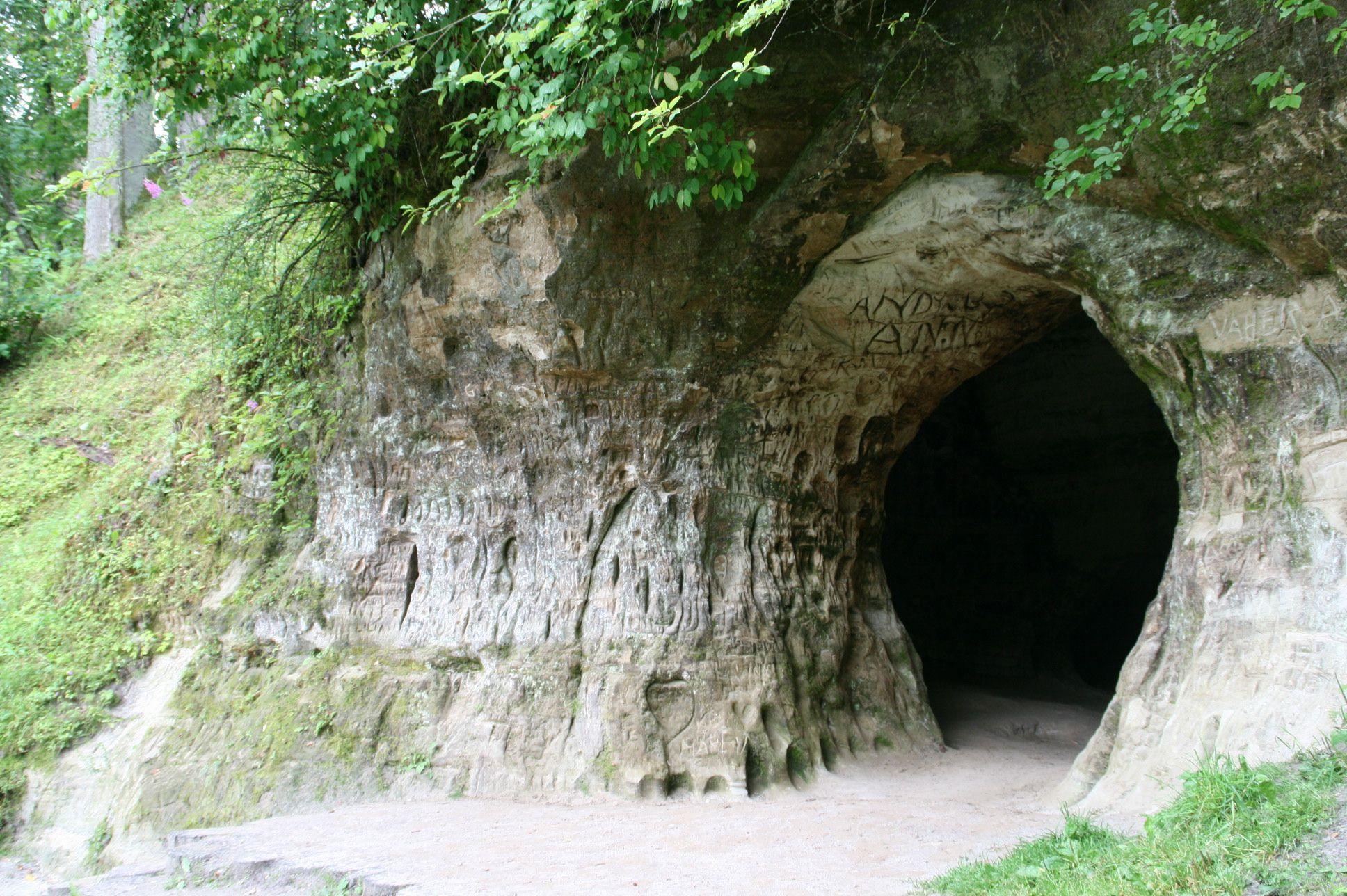
Гелмеські печери
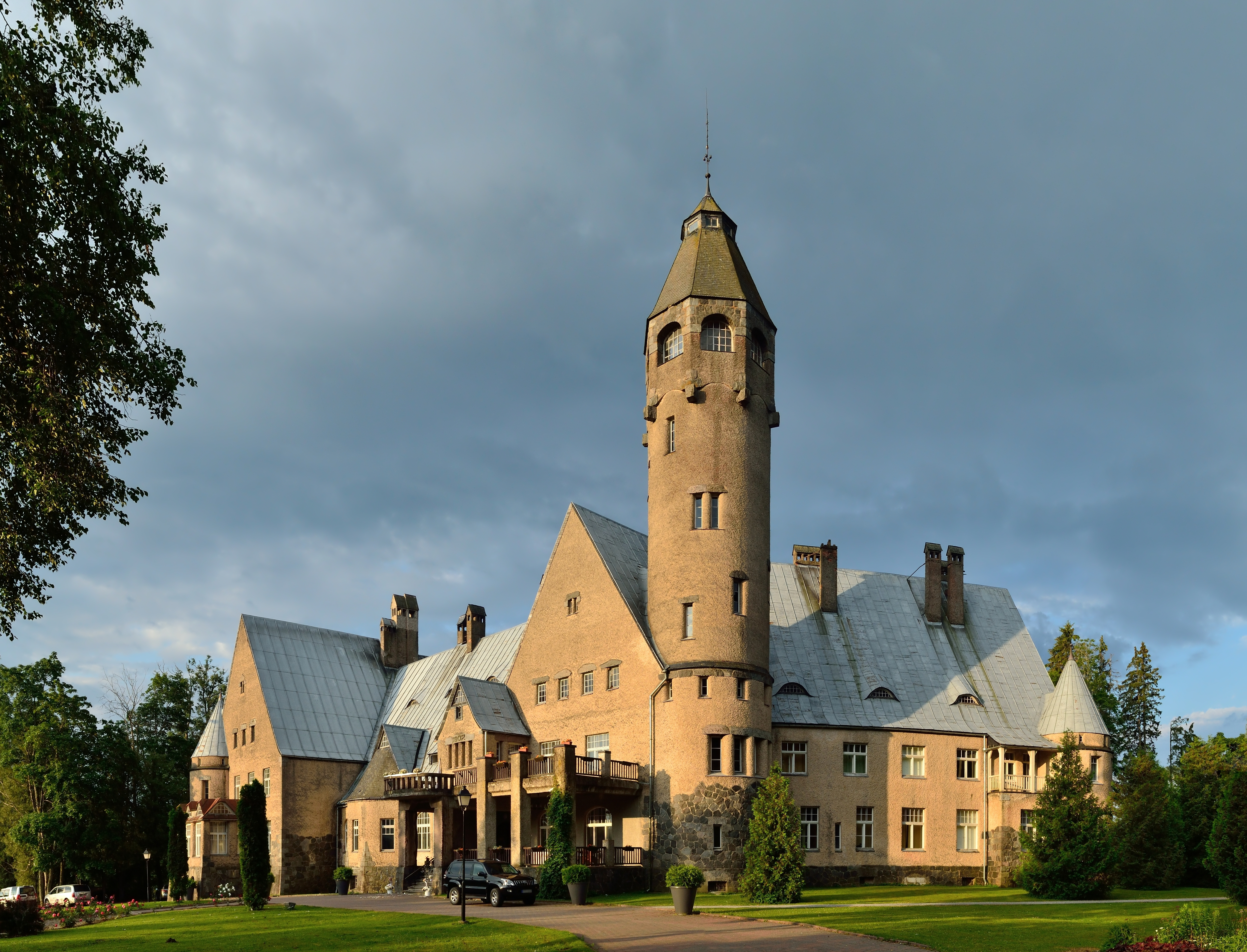
Замок у маєтку Тааґепера
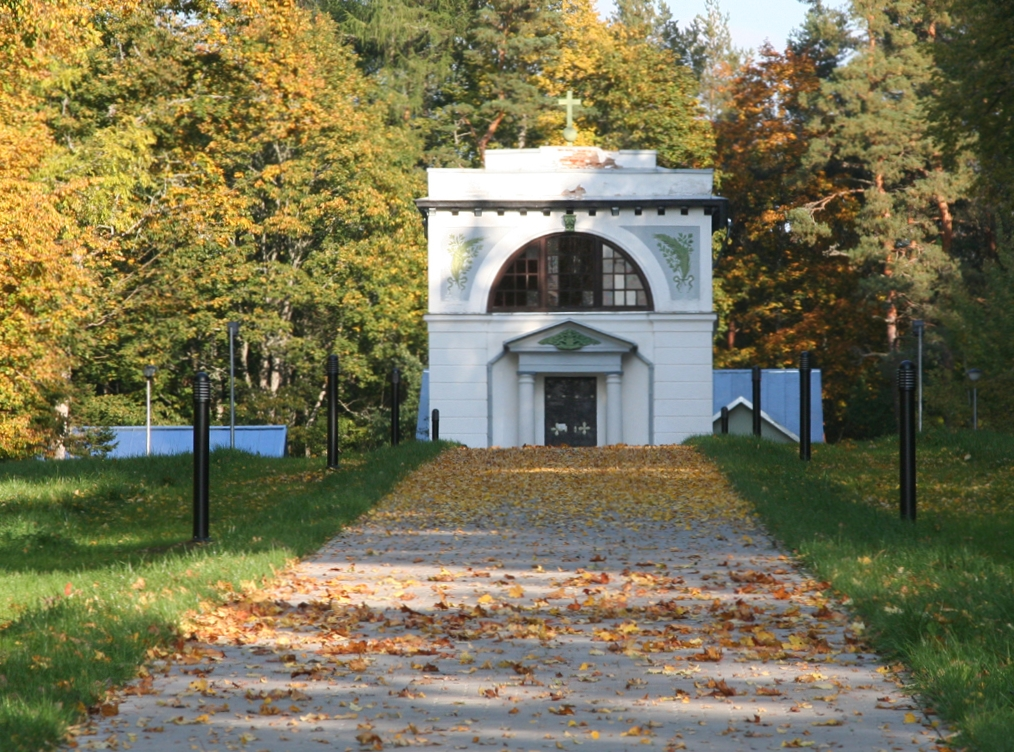
Мавзолей Барклай-де-Толлі
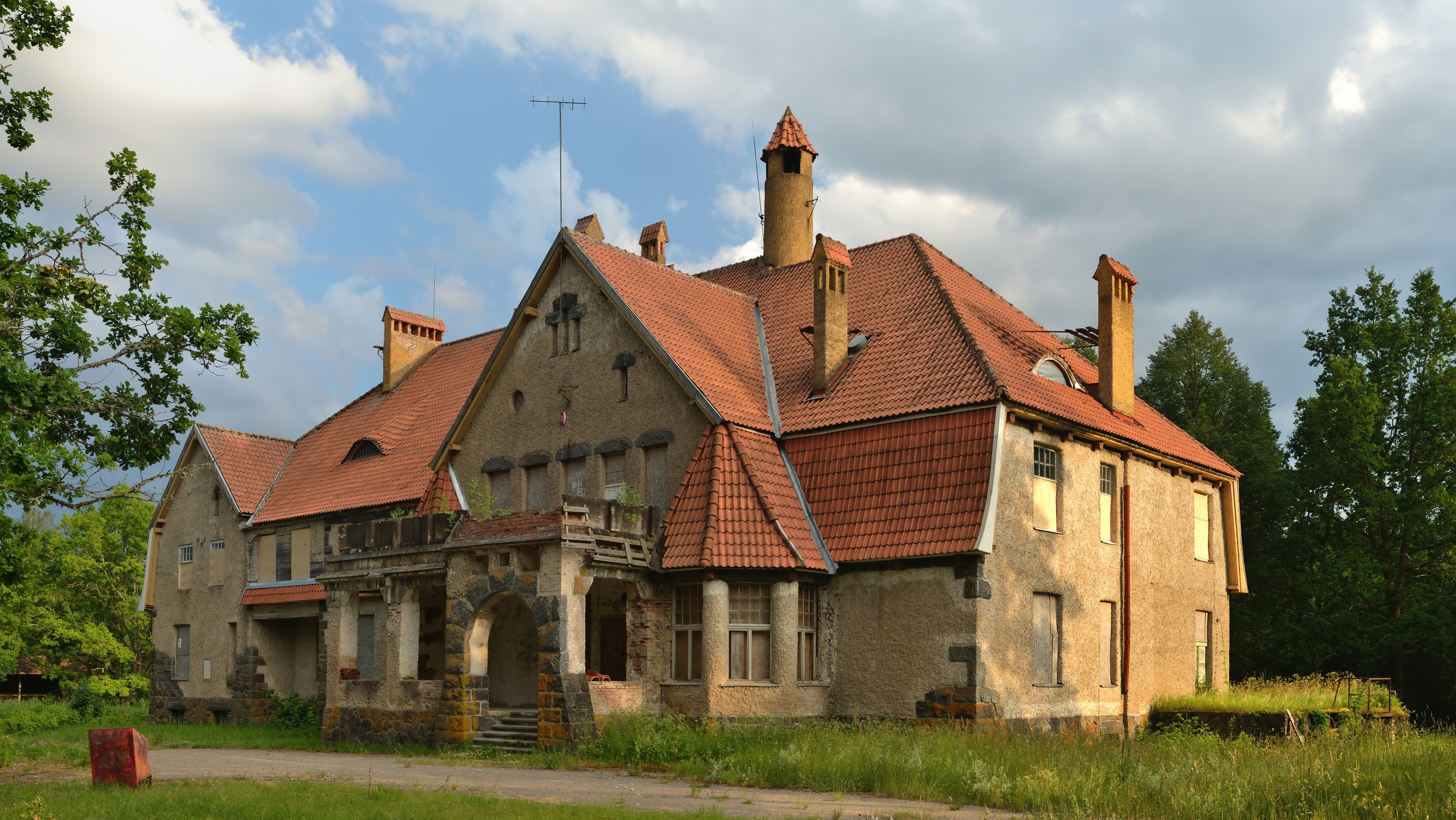
Маєток Голдре